# Melecta bohartorum
Melecta bohartorum är en biart som beskrevs av Linsley 1939. Melecta bohartorum ingår i släktet sorgbin, och familjen långtungebin. Inga underarter finns listade i Catalogue of Life.